# Faro del Cabo Leeuwin
El Faro del Cabo Leeuwin es un faro localizado en el Cabo Leeuwin, un punto más al suroeste de la tierra continental australiana en el estado de Australia Occidental.
Abierto con una gran ceremonia organizada por John Forrest en 1895, el faro ha sido automático desde entonces. El faro, además de ser una ayuda para la navegación, es una estación meteorológica automática importante. El edificio del faro y su suelo forman parte del turismo local y las torres de comunicaciones de los 1960s y de los 1980s que se encontraban al noroeste del faro, vistas en fotografías antiguas del Cabo Leeuwin, han sido removidas.
El faro en funcionamiento más cercano al norte del Cabo Leeuwin es el Faro del Cabo Hamelin, uno mucho más pequeño, al sur del área de camping de la Bahía Hamelin.
El Día Internacional del Faro fue celebrado en el Faro del Cabo Leeuwin por primera vez en 2004.

## Imágenes del faro

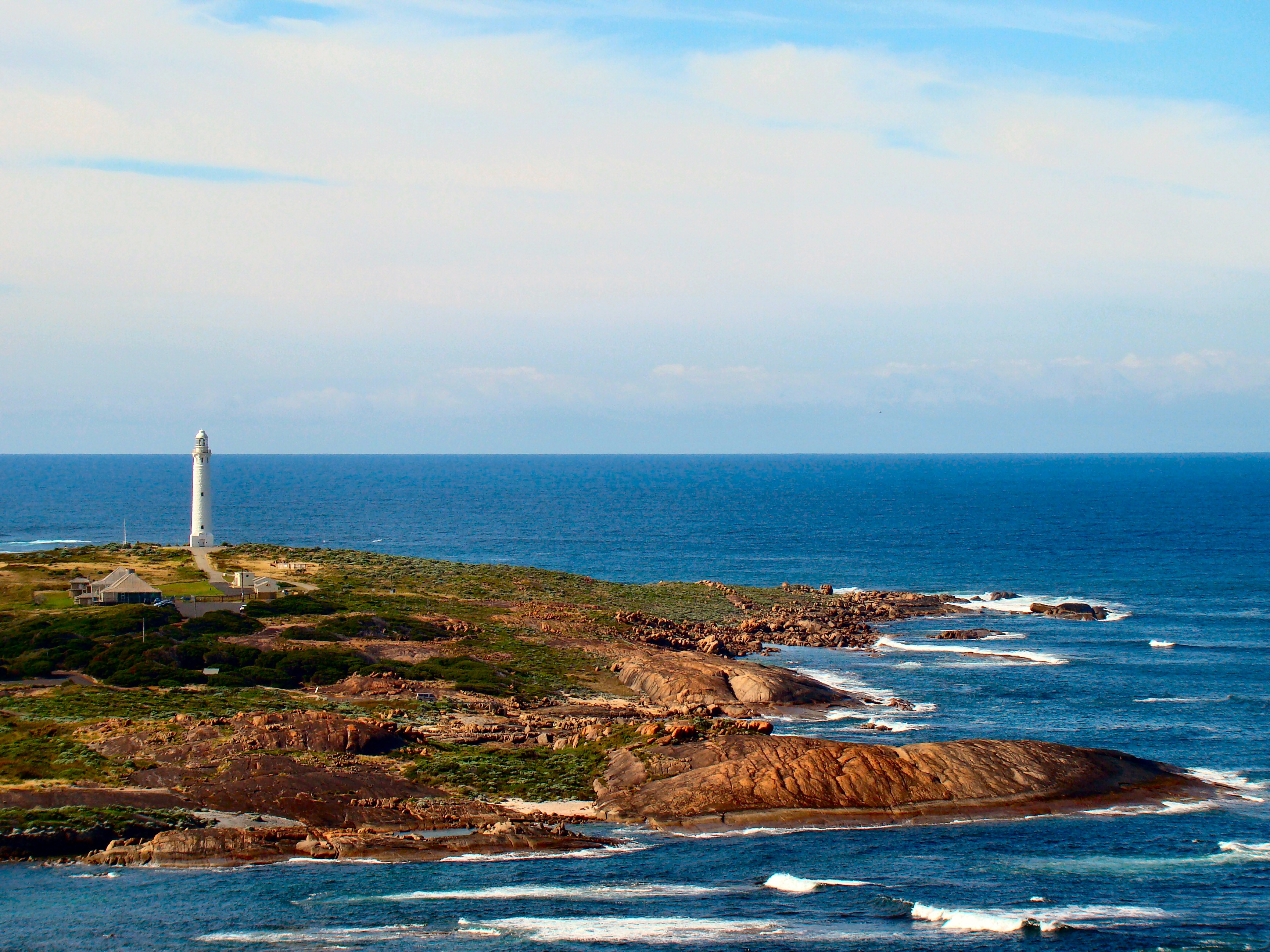
El Cabo Leeuwin  y su faro visto desde el norte
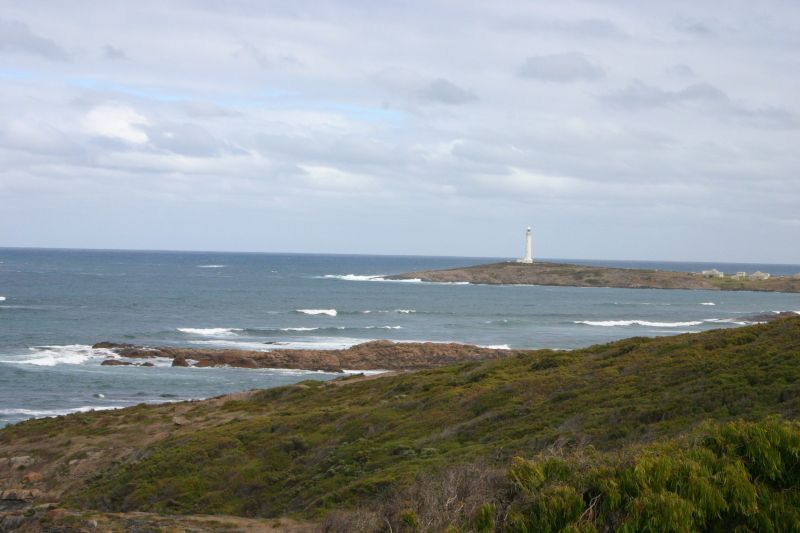
El Cabo Leeuwin visto desde el este
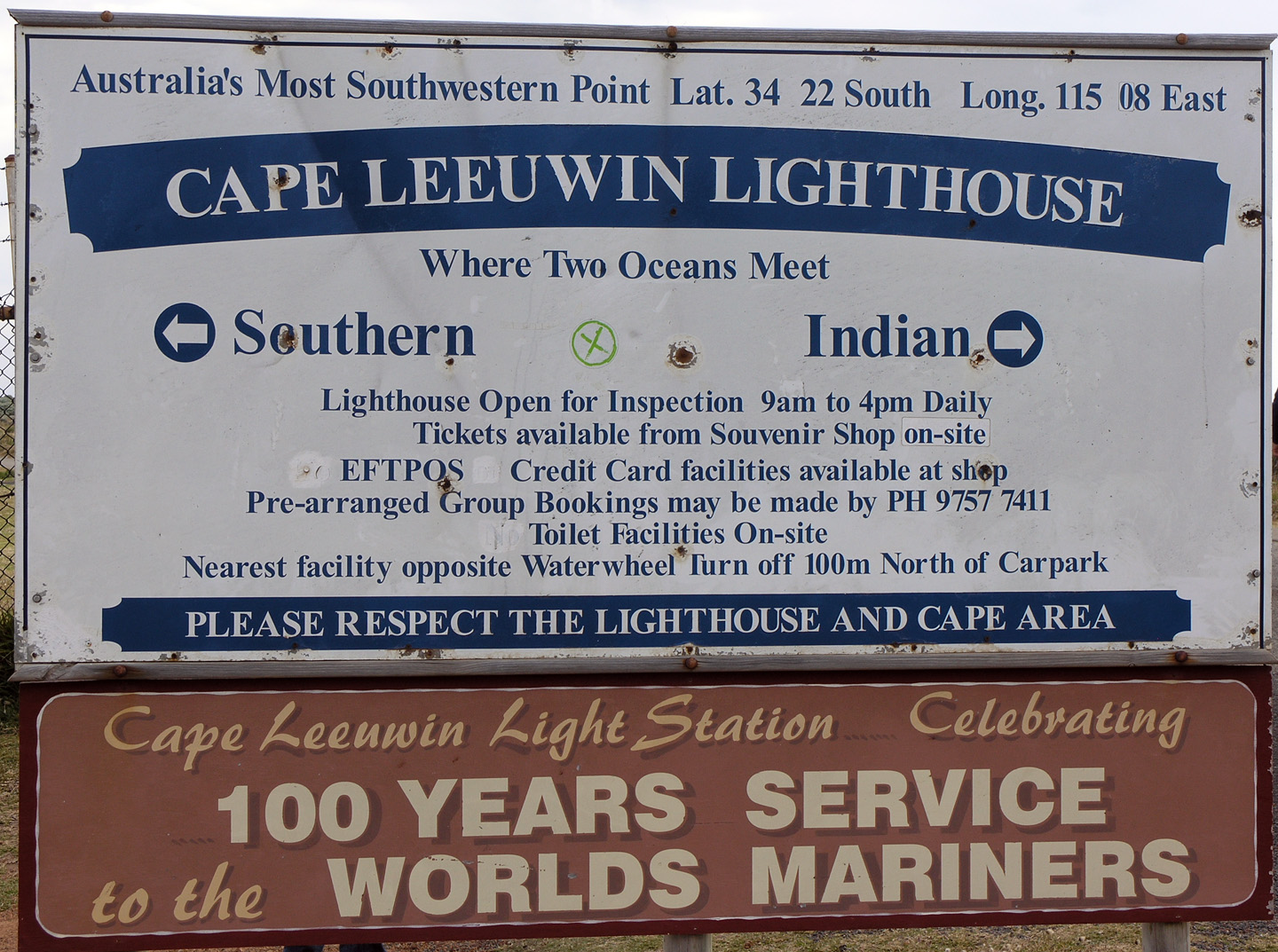
Letrero del Faro del Cabo Leeuwin
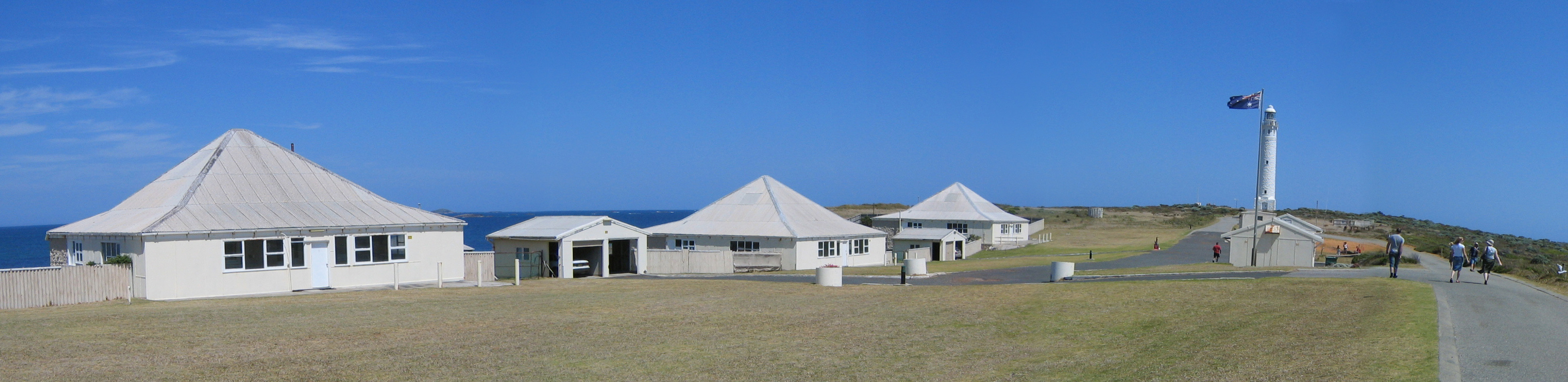
El faro y algunas cabañas en el Cabo Leeuwin